# Retrait de jambe
Pour les articles homonymes, voir Retrait.
Retrait de jambe est l'action de soustraction du membre inférieur sur attaque adverse. Il permet de conserver la distance d’action contrairement à un pas de retrait. Ainsi un vif retrait lors du coup adverse avec une utilisation du poids de corps vers l’avant permet d’augmenter la puissance de la riposte. Certains athlètes sont spécialistes de cette façon de faire, ils vont même jusqu’à piéger leurs adversaires pour placer des contre-attaques fulgurantes.

## Illustration enboxe

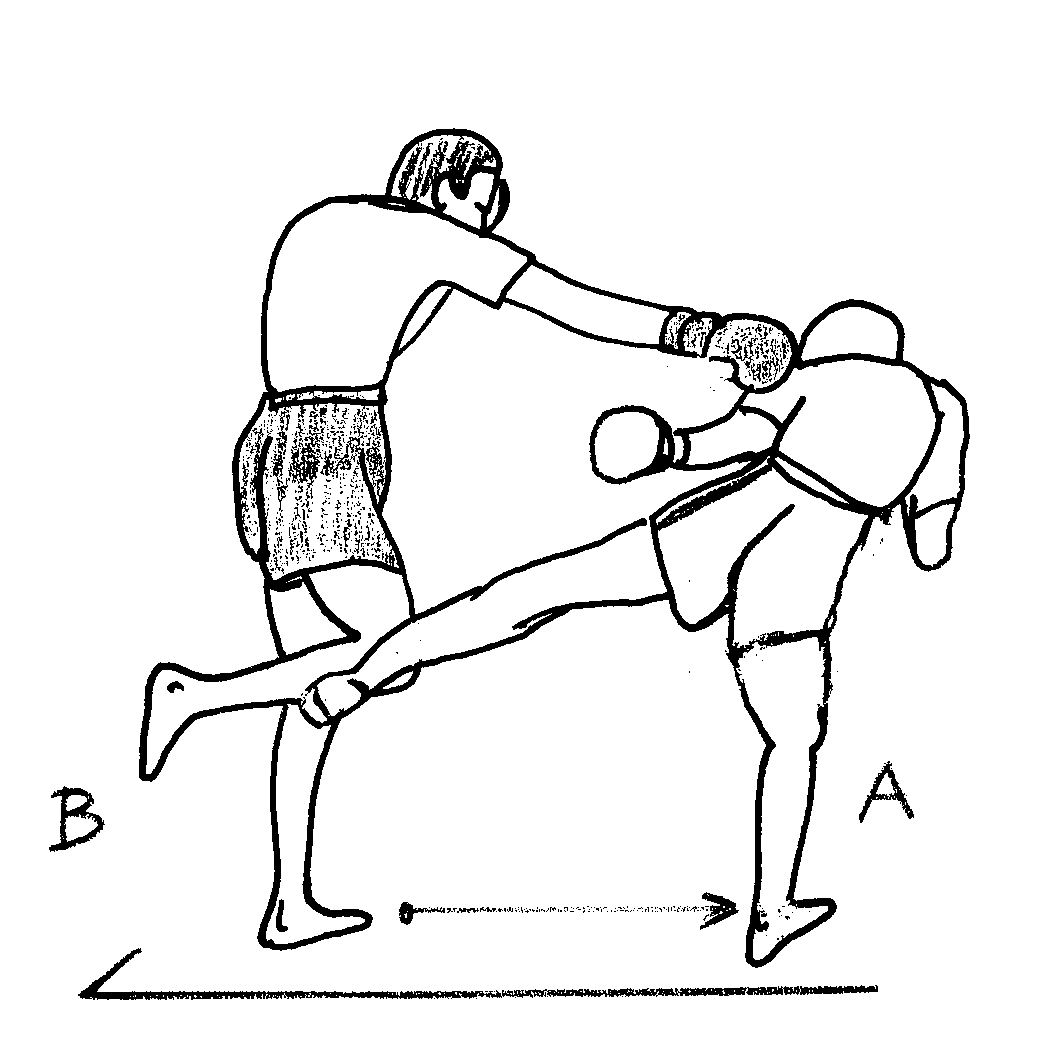
Sur une attaque en coup de pied circulaire en ligne basse de (A), (B) esquive la jambe vers l’arrière et porte un contre en direct du bras arrière
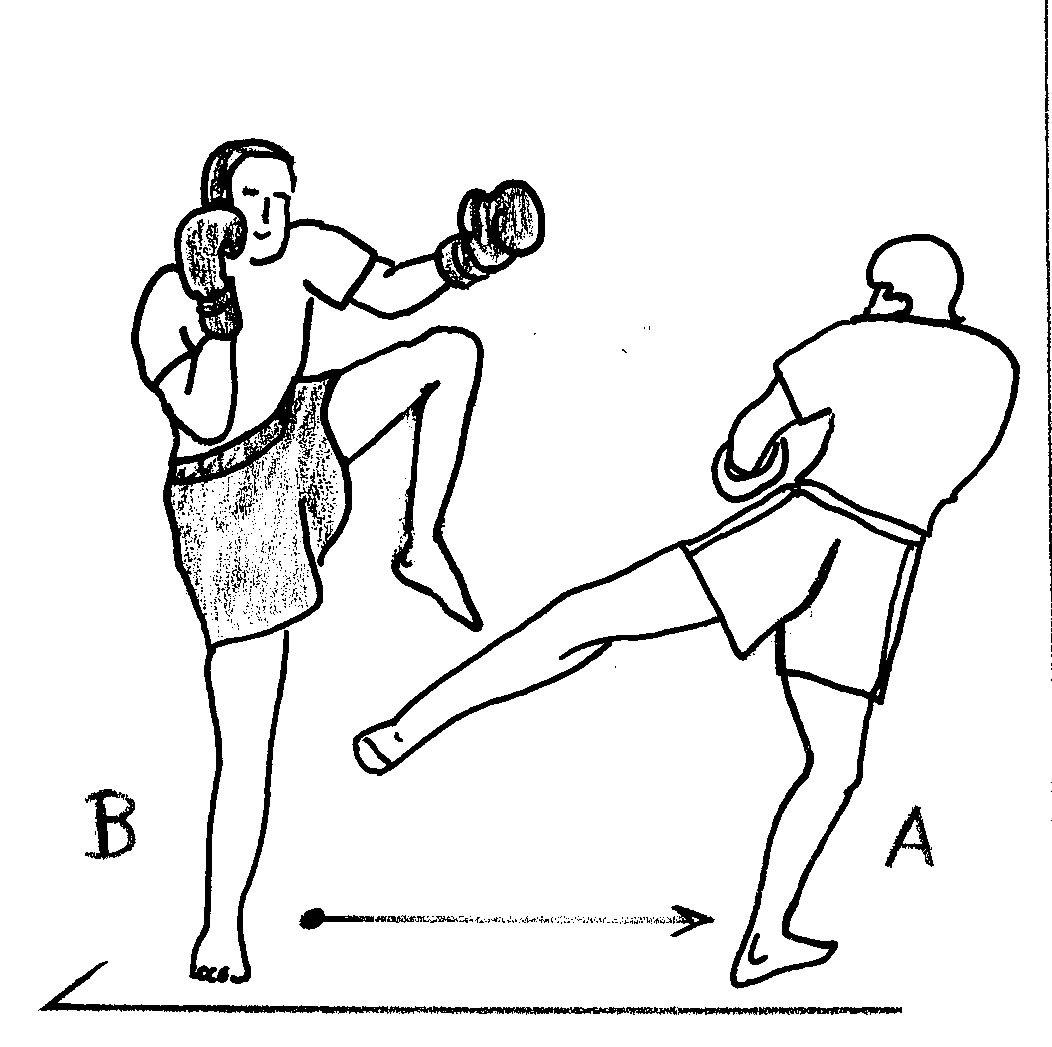
Sur une attaque en coup de pied circulaire en ligne basse de (A), (B) effectue une élévation du segment